# Industria cervecera en San Diego

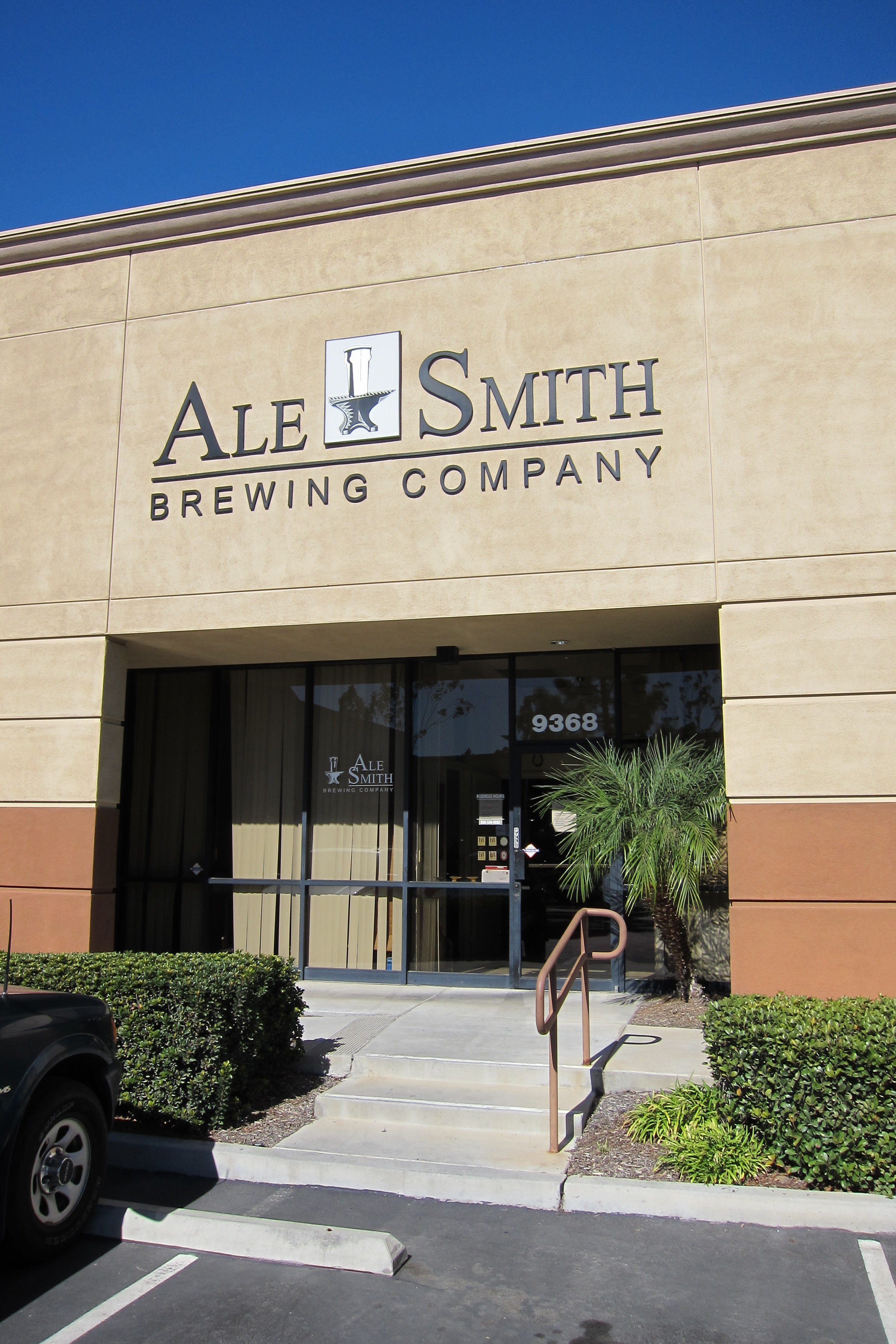
La anterior ubicación de AleSmith Brewing Company en San Diego

El condado de San Diego, California, ha sido llamado "la Capital de la Cerveza Artesanal de Estados Unidos." En 2018, el condado albergaba 155 cervecerías artesanales con licencia, la mayor cantidad de cualquier condado en los Estados Unidos. Basado en el volumen de ventas de 2016, tres cervecerías del condado de San Diego - Stone, Green Flash y Karl Strauss - se encuentran entre las 50 cervecerías artesanales más grandes de los Estados Unidos. Los cerveceros del condado de San Diego fueron pioneros en el estilo de cerveza especial conocido como Double India Pale Ale (Double IPA), a veces llamada San Diego Pale Ale. Su cultura cervecera es un reclamo para el turismo, sobre todo durante grandes festivales como la Semana de la Cerveza de San Diego y el Concurso Internacional de Cerveza de San Diego. Las cervecerías del condado de San Diego, como Stone Brewing Co., AleSmith Brewing Company y Ballast Point Brewing Company, se encuentran constantemente entre las mejores cervecerías del mundo.

## Historia
La San Diego Brewing Company abrió sus puertas en 1896 como la primera fábrica de cerveza comercial del condado de San Diego; Alonzo Horton, el padre del San Diego moderno, fue uno de los fundadores. En su momento fue la mayor empresa manufacturera del condado. Estaba situada en la calle 32 de San Diego. Cerró en 1920 debido a la Ley Seca. Reabrió en 1935 y siguió en funcionamiento hasta 1942, cuando fue desplazada por la Base Naval de San Diego. En la actualidad, en el barrio de Mission Valley funciona un microcervecería con el mismo nombre.

El antiguo edificio de la cervecería Mission en San Diego

La cervecería Mission, situada en el barrio Middletown de San Diego, abrió sus puertas en 1913 y cerró debido a la Ley Seca. Nunca volvió a abrir como fábrica de cerveza, pero el emblemático edificio de ladrillo de cinco plantas fue reutilizado varias veces, para la extracción de algas hasta la década de 1980 y, finalmente, como edificio de oficinas, aún en funcionamiento. El edificio fue incluido en el Registro Nacional de Lugares Históricos en 1989. El nombre de Mission Brewery fue recuperado en 2007 por una cervecería situada en el histórico edificio Wonder Bread, en el centro de San Diego.
La Aztec Brewing Company se fundó en Mexicali en 1921 con el nombre de Cervecería Azteca SA. Durante la Ley Seca ayudó a suministrar a los estadounidenses la cerveza que no podían comprar legalmente en Estados Unidos. La empresa se trasladó a San Diego en 1933, tras la derogación de la Ley Seca, y se convirtió en la mayor fábrica de cerveza de San Diego. Estaba situada en Main Street, en Barrio Logan. Contaba con una gran Rathskeller, o cervecería subterránea, decorada con murales, pinturas y tallas de madera de José Moya del Pino. En 1944 Aztec era la única cervecería que seguía funcionando en el sur de California. La empresa fue adquirida por Altes Brewing Company en 1948; Altes fue comprada después por National Brewing Company, que cerró Aztec Brewing Company en 1953. Durante los 36 años siguientes no hubo cerveza local fabricada comercialmente en el condado de San Diego. El nombre de Aztec Brewing Company ha revivido en una cervecería de Vista que abrió en 2011.
Durante la Ley Seca (1920-1933), los sandieguinos aún podían beber cerveza cruzando la frontera con México. En la antes pequeña ciudad de Tijuana se construyeron más de 180 cantinas para atender a los visitantes estadounidenses, y la población de la ciudad se multiplicó por diez entre 1920 y 1930. En Mexicali se construyeron varias cervecerías modernas para abastecer la demanda.
Antes de la Ley Seca había siete cervecerías en San Diego. Tras la derogación había tres: Aztec Brewing Company, San Diego Brewing Company y Balboa Brewing Company. Pronto fueron adquiridas por las tres grandes cerveceras nacionales (Anheuser-Busch, Coors y Miller) o expulsadas del negocio por las agresivas prácticas de marketing de las tres grandes. Desde 1953 hasta la década de 1980, el mercado local de la cerveza estuvo dominado por las grandes cerveceras nacionales, con la alternativa de la cerveza importada de México. Pero los cambios en la legislación nacional y estatal a finales de los 70 legalizaron la elaboración casera de cerveza, y en 1982 California permitió a las cerveceras gestionar restaurantes en sus instalaciones, lo que hizo posible los brewpubs.

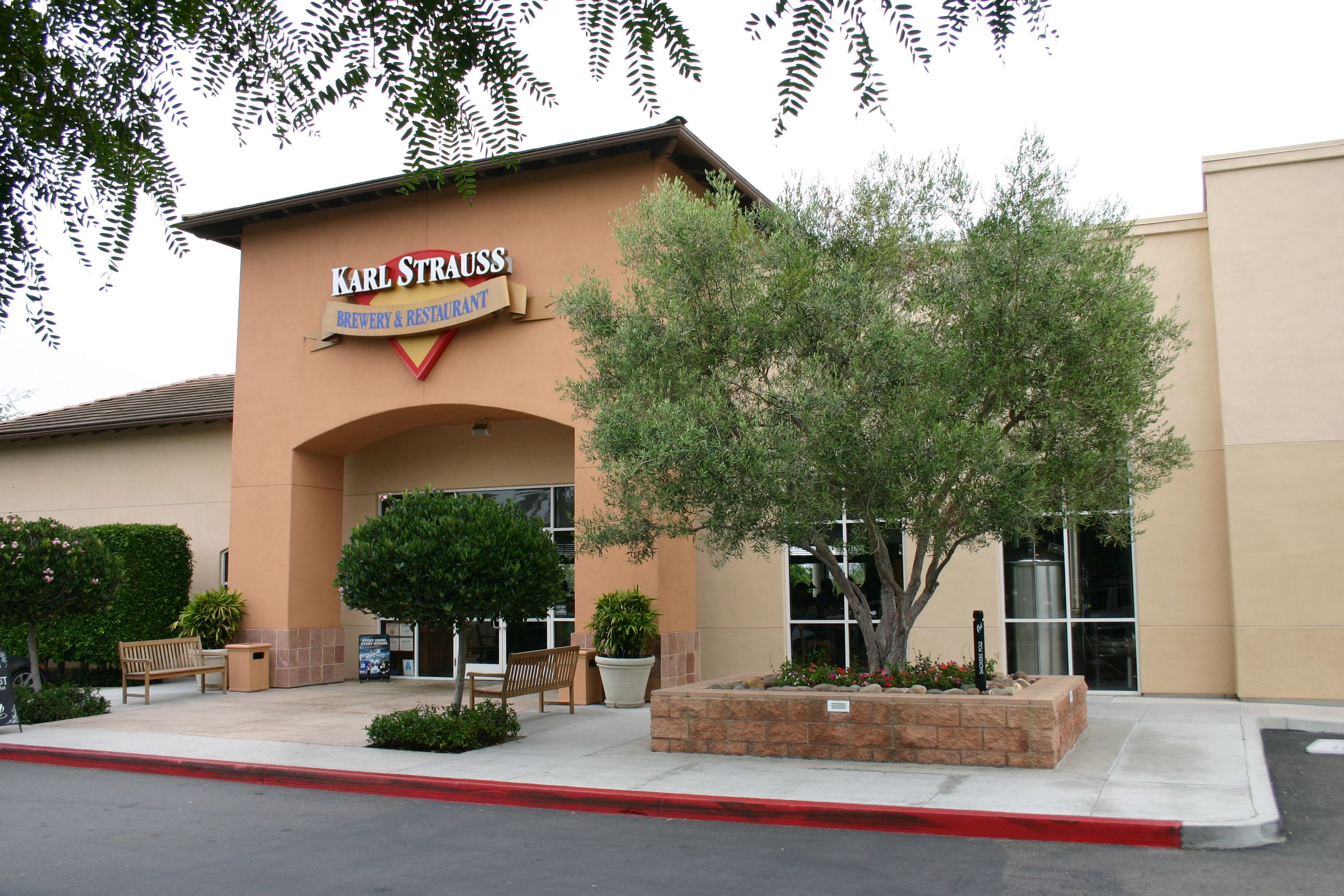
Cervecería Karl Strauss de Carlsbad

En 1989, Karl Strauss Brewing Company abrió una fábrica de cerveza y un bar cervecero en Columbia Street, en el centro de San Diego, y en 1991 amplió su distribución. Fue la primera cervecería comercial de San Diego desde 1953, y para muchos consumidores de San Diego supuso su primera toma de contacto con la cerveza recién hecha y con estilos como la lager ámbar y la pale ale. A mediados de los noventa apareció una segunda oleada de cervecerías artesanales, encabezadas por Pizza Port, Stone y Alesmith.El movimiento de la cerveza artesana local se inspiró en parte en los aficionados a la elaboración casera, apoyados por la tienda Home Brew Mart, que abrió en 1992 y más tarde se convirtió en Ballast Point Brewing Company.
Los festivales de la cerveza promovieron los nuevos estilos y educaron a una nueva generación de bebedores de cerveza. En 1997, los cerveceros locales Tomme Arthur y Tom Nickel organizaron el primero de ellos, el Strong Ale Festival (que sigue celebrándose anualmente), y en 1998 añadieron el Real Ale Festival (que dejó de celebrarse después de 2012). Se añadieron otros festivales, y en 2009 el Gremio de Cerveceros de San Diego puso en marcha una Semana de la Cerveza anual.  San Diego se afianzó tanto en el mundo cervecero que en 2004 se celebró allí la competición bienal Copa Mundial de la Cerveza; 11 medallas (de más de 200) fueron para los locales. San Diego volvió a acoger el evento en 2008, llevándose 14 medallas, y en 2012, llevándose 16 medallas. En el Great American Beer Festival de 2015, los cerveceros del condado de San Diego se llevaron a casa un total de 20 medallas (6 de oro, 2 de plata y 11 de bronce).
El premio al "Mejor cervecero pequeño" del Great American Beer Festival ha recaído en varias ocasiones en cerveceros del condado de San Diego: 2004 (Tomme Arthur para Pizza Port Solana Beach), 2007 (Arthur para Port Brewing / Lost Abbey), 2008 (Alesmith) y 2011 (Yiga Miyashiro, Pizza Port Ocean Beach). Pizza Port Carlsbad ganó el premio Best Large Brewpub en 2009, 2010 y 2011. El premio GABF "Best Mid-sized Brewery" de 2016 fue para Karl Strauss. El premio bienal "Mejor cervecera pequeña" de la Copa Mundial de la Cerveza fue para cerveceros del condado de San Diego en 2004 (Tom Nickel por Oggi's Pizza and Brewing), 2008 (Arthur por Port Brewing / Lost Abbey), 2010 (Ballast Point) y 2014 (Coronado Brewing Company).
En 2013-2014, el Centro de Historia de San Diego presentó una exposición especial sobre la historia de la cerveza en el condado, titulada "Bottled and Kegged: San Diego's Craft Beer Culture".
En 2024, en un concurso anual organizado por USA Today, O'Brien's Pub fue nombrado Mejor Bar de Cerveza de Estados Unidos. El pub, fundado en 1994, está situado en la zona de Kearny Mesa de San Diego y es copropiedad de Tom Nickel y Tyson Blake.

## Estilos de cerveza
Los cerveceros del condado de San Diego producen toda la gama de cervezas artesanales, pero son más conocidos por sus cervezas fuertemente lupuladas y de alta graduación alcohólica, como la India Pale Ale (IPA), y en particular por un estilo aún más fuerte y lupulado conocido como Doble IPA. Las cervezas Doble IPA se elaboran con lúpulos intensamente aromáticos y amargos, que dan como resultado una cerveza muy amarga. Una cerveza estadounidense estándar de producción masiva puntúa menos de 20 en la escala internacional de unidades de amargor (IBU); una IPA media puntúa alrededor de 60 IBU; y una doble IPA puntúa normalmente 100 IBU o más. El estilo fue iniciado por el cervecero Vinnie Cilurzo en la ya desaparecida Blind Pig Brewery de Temecula en 1994; la mayoría de las cervecerías del condado de San Diego producen ahora una doble IPA. Double IPA ha sido llamada la cerveza insignia de San Diego, y algunas personas se refieren a las cervezas Double IPA como San Diego Pale Ale.

## Impacto económico
La elaboración de cerveza ha sido uno de los sectores empresariales de más rápido crecimiento en San Diego, con siete nuevas licencias emitidas en 2010, quince en 2011 y dieciocho en 2012.  4 En enero de 2019, el condado contenía 155 cervecerías artesanales independientes, el mayor número de cerveceros artesanales en un solo condado en los Estados Unidos: 3 Para el año 2018 se informó que la industria tuvo un impacto económico de aproximadamente $ 1,2 mil millones en 2018 y un ingreso total de la industria de $ 848 millones, proporcionando un estimado de 6,480 empleos. El turismo relacionado con la cerveza es una parte importante de la industria de visitantes del condado de San Diego durante todo el año; 7 el condado se describe como un "destino de la ciudad de la cerveza". Muchas cervecerías ofrecen visitas a sus instalaciones y salas de degustación, y docenas de operadores turísticos comerciales comercializan "tours de cerveza" en el condado de San Diego.

## Eventos anuales
La Semana de la Cerveza de San Diego, iniciada en 2009, es ahora un festival de diez días que abarca todo el condado, se celebra a principios de noviembre y está dirigido tanto a residentes locales como a turistas. Muestra la escena cervecera local y fomenta el conocimiento sobre el patrimonio cervecero de la zona. El festival comienza con el San Diego Brewers Guild Festival y continúa con cientos de eventos grandes y pequeños organizados por cervecerías, nano-cervecerías, pubs y cervecerías. En 2012 hubo más de 500 eventos programados durante la Semana de la Cerveza.
El Festival Internacional de la Cerveza de San Diego se celebra durante la Feria del Condado de San Diego cada mes de junio. Incluye seminarios y clases, degustación de cerveza y jurado cervecero. Las cervecerías participantes en 2013 procedían de 22 estados y 16 países. Otros eventos cerveceros especiales a lo largo del año son el Festival de la Cerveza de San Diego, en julio, el Festival de la Cerveza de San Diego, en septiembre, y el Festival Strong Ale, en diciembre.

## Cervecerías notables
Un tercio de todas las cervecerías del condado están situadas en el norte del condado, a lo largo del tramo de 97 km (60 millas) de la ruta estatal 78 de California, desde Oceanside hasta Julian. La ruta recibe a veces el nombre de "autopista del lúpulo".
Stone Brewing Co. es la mayor fábrica de cerveza del sur de California y la novena de cerveza artesanal de Estados Unidos. Situada en Escondido, en el condado norte de San Diego, es conocida por sus cervezas lupuladas de alto contenido alcohólico y su actitud descarada. (La marca más conocida de la empresa, Arrogant Bastard Ale, utiliza el eslogan "Odiada por muchos. Amada por pocos. No eres digno) "Arrogant Bastard Ale se considera una" cerveza decisiva "que" puso a San Diego en el mapa de la cerveza artesana" Stone Pale Ale es su cerveza insignia. La empresa produce ocho cervezas durante todo el año, así como lanzamientos especiales y colaboraciones. Además de la cervecería y la sala de degustación, tiene dos restaurantes cerveceros, en Escondido y San Diego, y cinco "tiendas de la empresa". En 2014, Stone anunció planes para abrir restaurantes cerveceros en Richmond, Virginia, y en Berlín, Alemania. Ambas instalaciones abrieron en 2016; la operación de Berlín se vendió a una empresa escocesa en 2019.
Karl Strauss Brewing Company fue la primera fábrica de cerveza de San Diego desde 1953 e inauguró la actual oleada de cervecerías. En la actualidad, es la tercera cervecería más grande del condado de San Diego. Cuenta con una fábrica de cerveza de producción en el barrio de Pacific Beach de San Diego, así como con ocho restaurantes cerveceros en los condados de San Diego, Orange, Los Ángeles y Riverside. La cerveza insignia de la empresa es Karl Strauss Amber Lager. Su cerveza más vendida, Red Trolley Ale, ganó medallas de oro en su categoría tanto en el Great American Beer Festival (2011 y 2013) como en la Copa Mundial de la Cerveza (2010 y 2012).
Ballast Point Brewing Company se inauguró en 1996.En 2010, la empresa fue nombrada Campeona Mundial de Pequeñas Cervecerías en la Copa Mundial de la Cerveza. En 2015, la empresa fue adquirida por Constellation Brands.

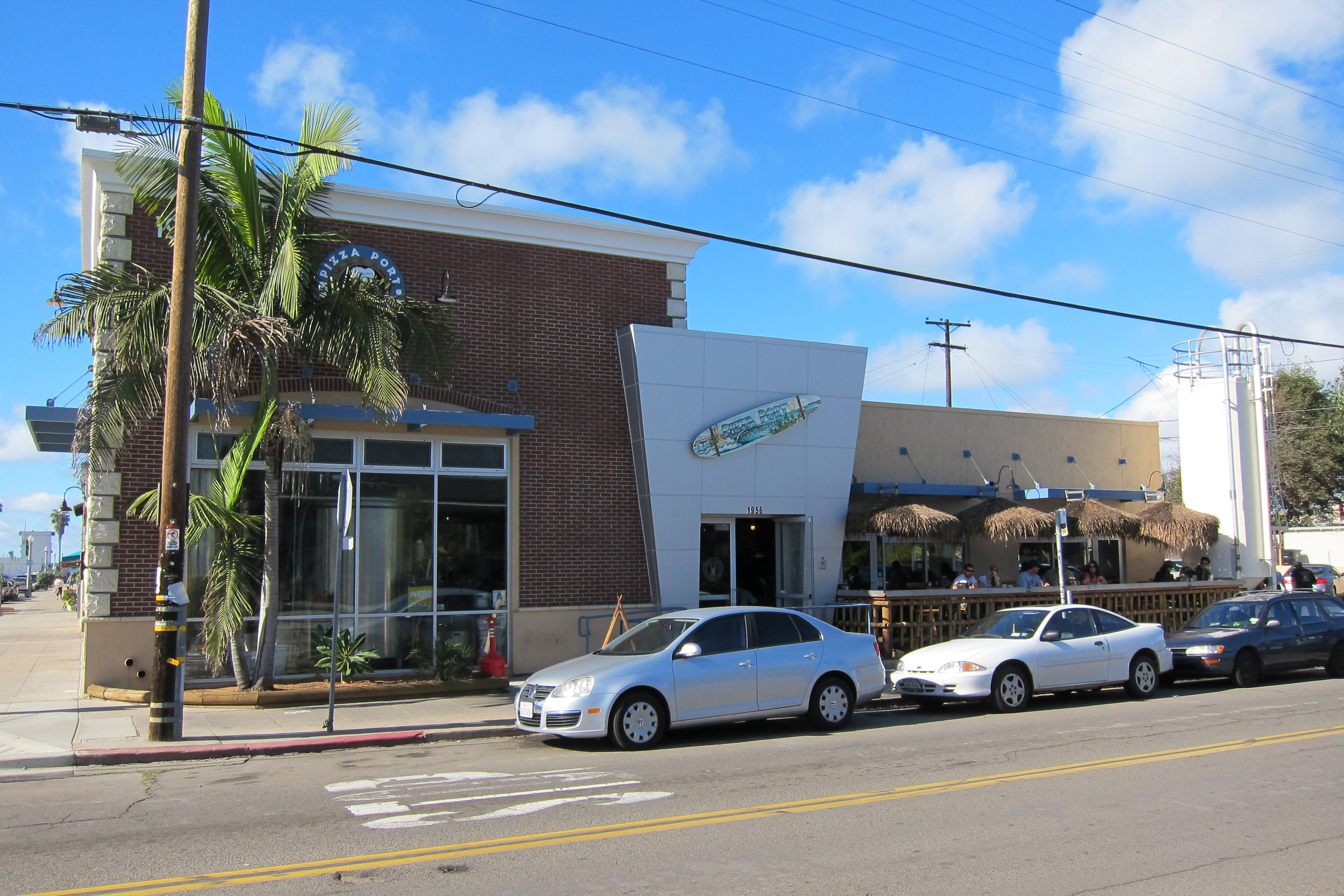
Cervecería Pizza Port en Ocean Beach

Las cinco microcervercerías de Pizza Port, junto con sus filiales Port Brewing Company (San Marcos) y Lost Abbey (San Marcos), han ganado docenas de medallas en competiciones internacionales. Pizza Port empezó a elaborar cerveza comercialmente en 1992; en 1994, se convirtió en la primera cervecería de San Diego en ganar una medalla en el Great American Beer Festival.El Great American Beer Festival nombró al local de Pizza Port en Carlsbad "mejor cervecería grande" en 2009, 2010 y 2011. Port Brewing/Lost Abbey fue nombrada "Pequeña empresa cervecera y pequeña empresa cervecera del año" en el Great American Beer Festival de 2007, y mejor pequeña empresa cervecera en la Copa Mundial de la Cerveza de 2008.
AleSmith Brewing Company, con sede en San Diego, fue fundada en 1995. Muchas de sus cervezas son muy lupuladas y de alto contenido alcohólico. Fue la cervecera más popular en las encuestas de RateBeer en 2004 y 2005. En 2008, AleSmith fue galardonada con el premio "Small Brewing Company y Small Brewing Company Brewer of the Year" en el Great American Beer Festival.